# پسیدیوم
پسیدیوم، گوآوا (نام علمی: Psidium) نام یک سرده از تیره موردیان است.